# Laze (gmina Novo mesto)
Laze – wieś w Słowenii, w gminie miejskiej Novo mesto. W 2018 roku liczyła 68 mieszkańców. 